# Imasgo (Imasgo)
Pour les articles homonymes, voir Imasgo.
Cet article concerne le village chef-lieu. Pour le département et la commune rurale, voir Imasgo (département).
Imasgo ou Imasgho est un village du département et la commune rurale d'Imasgo (ou Imasgho), dont il est le chef-lieu, situé dans la province du Boulkiemdé et la région du Centre-Ouest au Burkina Faso.

## Géographie

### Démographie
| 2003   | 2006   | 2019 |
| ------ | ------ | ---- |
| 12 031 | 12 053 | -    |

## Transports
Le village est traversé par la route nationale 13.

## Santé et éducation
Le village accueille un centre de santé et de promotion sociale (CSPS) tandis que le centre médical avec antenne chirurgicale (CMA) se trouve à Koudougou.
Le village possède quatre écoles primaires publiques (à Kologtam, Mayale, Parwiguin et Tanghin), une école privée (Notre-Dame) et un collège d'enseignement général (CEG),.